# Нетрадиционална породица
Нетрадиционална породица је појам који се некада користи у пежоративном смислу, да укаже на породице које се не држе неких устаљених норми. Нетрадиционалне породице подразумевају неформалне бракове, породице са хомосексуално оријентисаним члановима и сл.